# Vajasd
Vajasd (románul Oiejdea) település Romániában, Fehér megyében. Közigazgatásilag Alsógáld községhez tartozik.

## Fekvése
Vajasd település Gyulafehérvártól északkeletre, Nagyenyedtől délkeletre található.

## Története
1238-ban Wojasd néven említették először. 1307-ben említik a káptalan egyik jobbágyát, aki német nemzetiségű volt és Vajasdról származott. A középkorban a falu teljesen elpusztult. A XV. században telepítették újra magyar és román telepesekkel. A magyar lakosság a reformáció idején áttért a református hitre.
A trianoni békeszerződésig Alsó-Fehér vármegye Nagyenyedi járásához tartozott. 1920 óta megszakítás nélkül Románia része.

## Lakossága
- 1910-ben 871 lakosa volt, ebből 451 magyar, 418 román, 2 német volt.
- 2002-ben 905 fő lakta: 489 magyar, 400 román, 6 német, 9 cigány, 1 egyéb nemzetiségű.